# John Maxwell Coetzee
John Maxwell Coetzee, južnoafriški pisatelj, * 9. februar 1940, Cape Town, Republika Južna Afrika.
Leta 2003 je prejel Nobelovo nagrado za književnost.

## Življenje, šolanje in delo
Ceotzee se je rodil 9. februarja 1940 v Cape Townu, v Republiki Južna Afrika. Njegov oče Zacharias Coetzee je bil uradnik, občasni pravnik, ukvarjal se je tudi z ovčerejo, njegova mama, Vera Coetzee (rojena Wehmeye) pa je bila učiteljica. Doma se je družina pogovarjala angleško, vendar se je Coetzee z drugimi sorodniki pogovarjal tudi afrikansko. Njegovi predniki so nizozemskega izvora (v Republiko Južno Afriko so migrirali v 18. stoletju), ima pa tudi nemške in poljske korenine.
Coetzee je večino svoje mladosti preživel v Cape Townu, kakor je opisano v njegovem fikcijskem memoarju Deška leta (Boyhood). Ko je bil star osem let, se je družina preselila v Worcester, saj je njegov oče izgubil službo uradnika zaradi spora glede državne apartheidske politike. Coetzee je obiskoval St. Joseph's College (Visoko šolo Sv. Jožefa), katoliško šolo v capetownškem predmestju Rondebosch. Študiral je matematiko (diplomiral z odliko leta 1960) in angleščino (diplomiral leta 1961, prav tako z odliko) na Univerzi v Cape Townu.
Leta 1962 se je Coetzee preselil v Veliko Britanijo, kjer je do leta 1965 delal kot programer za računalniško podjetje IBM v Londonu. Leta 1963 je magistriral iz romanov Forda Madoxa Forda. Londonsko izkušnjo je kasneje opisal v romanu Youth (2002).
Leta 1965 je kot Fulbrightov štipendist obiskoval Univerzo v Teksasu, v Združenih državah Amerike, kjer je leta 1969 doktoriral iz računalniške slogovne analize del Samuela Becketta. Leta 1968 je začel poučevati angleško literaturo na Univerzi v New Yorku, kjer je bival do 1971. Ravno v Buffalu je začel s pisanjem svojega prvega romana Dusklands. Leta 1971 je zaprosil za stalno prebivališče v ZDA, vendar je njegova prošnja bila zavrnjena. Razlog je bilo njegovo udejstvovanje v protestih, ki so se zavzemali za konec vojne v Vietnamu. Ko je bil marca 1970 aretiran, se je vrnil v Republiko Južno Afriko, da bi poučeval angleško literaturo na capetownški univerzi. Leta 1983 je poučeval občo literaturo in bil med 1999 in 2001 zaslužni profesor. Ko se je po upokojitvi leta 2002 preselil v Adelaide, v Avstralijo, je na Univerzi v Adelaide postal častni raziskovalec. Kot profesor je sodeloval tudi v komiteju za socialno misel na Univerzi v Chicagu (do leta 2003).
Coetzee v knjigi Dvakrat podčrtano spregovori o svojem odraščanju v tretji osebi ednine in v sedanjiku. Ta odločitev kasneje postane značilna za njegovo avtobiografsko pisanje (deli Deška leta in Mladost). S časoma je avtor sam zamenjal predpono avto- v autre- , ki v francoščini pomeni drugi (dobesedni prevod bi se tako glasil »biografija drugega«). Vsi njegovi romani, ki so izšli po letu 1997, so tako napisani v tretji osebi in sedanjiku in po njegovi opredelitvi predstavljajo autrebiografske romane. 

## Nagrade

### Bookerjeva nagrada, 1983 in 1999
Coetzee je bil prvi pisatelj, ki je bil dvakrat nagrajen z Bookerjevo nagrado; prvič za delo Življenje in doba Mihaela K. leta 1983, in ponovno 1999 za roman Sramota. Kasneje sta prav tako dve nagradi dobila Peter Carey, 1988 in 2001) in Hilary Mantel, 2009 in 2012).
Nominiran je bil tudi za romane Poletje (2009), Elizabeth Costello (2003) in Slow Man (2005).

### Nobelova nagrada za književnost, 2003
2. oktobra 2003 je bilo oznanjeno, da je Coetzee prejemnik Nobelove nagrade za literaturo tistega leta, s čimer je postal peti afriški nagrajenec in drugi južnoafriški. 

### Druge nagrade
Je trikratni prejemnik nagrade CNA, roman Čakanje na barbare je bil nagrajen z nagrado Jamesa Taita Blacka in nagrado Geoffreya Faberja. Železna doba je prejela nagrado časopisa Sunday Express za najboljšo knjigo leta. Prejel je tudi francosko nagrado Prix Femina Étranger in nagrado Commonwealtha za pisatelje.
27. septembra 2005 je prejel nagrado Reda Mapungubwe. Ima častne doktorate na univerzah: The American University of Paris, the University of Adelaide, La Trobe University, the University of Natal, the University of Oxford, Rhodes University, the State University of New York at Buffalo,the University of Strathclyde, the University of Technology, Sydney in na the Adam Mickiewicz University in Poznań.

## Zasebno življenje
Coetze se je leta 1963 poročil s Philippo Jubber in se ločil 1980. V zakonu se jima je rodila hči Gisela (1968) in sin Nicolas (1966), ki pa je umrl leta 1989 v nesreči. 6. marca 2006 je Coetzee postal avstralski državljan. 

## Dela
- Dusklands (1974) ISBN 0-14-024177-9
- Age of Iron (1990) ISBN 0-14-027565-7
- Sovražnik (1993), prevod delaFoe (1986), prevedel Jože Stabej ISBN 86-341-0856-2
- The Master of Petersburg (1994)
- Giving Offense: Essays on Censorship (1997) ISBN 0-226-11176-8
- Stranger Shores: Literary Essays, 1986-1999 (2002) ISBN 0-14-200137-6
- V srcu dežele (2003), prevod dela: In the Heart of the Country (1977), prevedel Jure Potokar ISBN 961-231-384-9
- Življenje in časi Michaela K. (2004), prevod dela: The Life and Times of Michael K (1983), prevedel: Jože Stabej, ISBN 961-218-537-9
- Sramota (2004), prevod dela: Disgrace (1999), iz angleščine prevedla Alenka Moder Saje ISBN 961-6530-10-0
- Elizabeth Costello (2003) ISBN 0-670-03130-5
- V pričakovanju barbarov (2005), prevod dela: Waiting for the Barbarians (1980), iz angleščine prevedel Jure Potokar ISBN 961-231-469-1
- Deška leta: prizori iz podeželskega življenja (2008), prevod dela:Boyhood: Scenes from Provincial Life (1998), iz angleščine prevedel Primož Trobevšek ISBN 978-961-241-289-0
- Mladost: prizori iz podeželskega življenja II (2008), prevod dela: Youth (2002), iz angleščine prevedel Primož Trobevšek ISBN 978-961-241-294-4
- Poletje: prizori podeželskega življenja III (2011), prevod dela: Summertime, iz angleščine prevedel Primož Trobevšek ISBN 978-961-241-558-7
- Jezusovo rojstvo (2014), prevod dela: The Childhood of Jesus, iz angleščine prevedla Tina Vrščaj ISBN 978-961-282-005-3

## Filmske in televizijske priredbe del
- Dust, režiser Marion Hänsel (1985): adaptacija In the Heart of the Country.
- The Lives of Animals, režiser Alex Harvey (2002).
- Sramota (Disgrace), režiser Steve Jacobs (2008).